# أدرافينيل
أدرافينيل (بالإنجليزية:  Adrafinil)‏ ويعرف بالاسم التجاري اولميفون (بالإنجليزية: Olmifon)‏ هو دواء يستخدم لعلاج اليقظة، عدم الانتباه.